# مارسيليوس الإنغني
كان مارسيليوس الإنغني (نحو 1340 - 20 أغسطس 1396) فيلسوفًا هولنديًا مدرسيًا من العصور الوسطى درس مع ألبرت الساكسوني ونيكول أورسمه تحت قيادة جان بوريدان. كان ماجستيرًا (معلمًا) في جامعة باريس وكذلك في جامعة هايدلبرغ بين عامي 1386 و1396.

## حياته
ولد بالقرب من نايميخن، علمًا أن تفاصيل عائلته وحياته المبكرة غير معروفة جيدًا، إذ إن أول تاريخ معروف لسيرته الذاتية هو 27 سبتمبر 1362، عندما ألقى محاضرة الافتتاحية الأولى بصفة ماجستير في الآداب من جامعة باريس، حيث حصل على شهادته هذه، ثم بدأ العمل وأصبح عميدًا في عامي 1367 و1371. إلى جانب دراساته الفلسفية والمنطقية، درس أيضًا اللاهوت، وأعطى محاضرات به حظيت بشعبية كبيرة. شغل مارسيليوس في عام 1378 منصب مندوب جامعة باريس للبابا أوربان السادس في تيفولي.
لم يعد اسم مارسيليوس الإنغني مذكورًا في سجلات جامعة باريس بعد عام 1379؛ ربما طُرد من الجامعة بسبب انشقاقه. ذهب مارسيليوس وألبرت الساكسوني عام 1383 لنشر العقيدة الاسمية في [أين؟]. أصبح مارسيليوس عام 1386 أول رئيس لجامعة هايدلبرغ، التي أسسها بمساعدة روبرت الأول، وهو كونت بالاتيني. يُذكر أيضًا أنه أول عالم لاهوتي يحصل على درجة الدكتوراه من الجامعة.
أصبح مارسيليوس رئيسًا لجامعة هايدلبرغ في عام 1386، حيث شغل هذا المنصب تسع مرات: منذ عام 1386، عام تأسيس الجامعة، حتى عام 1392 ومنذ 23 يونيو عام 1396 حتى وفاته في أغسطس من العام نفسه. كان مسؤولًا بين عامي 1389 و1390 عن نقل سجل الجامعة إلى روما. عاد بعدها مرة أخرى إلى دراسة علم اللاهوت. توفي مارسيليوس بعد أشهر قليلة، ودُفن في كنيسة بيتر (Heidelberger Peterskirche) في هايدلبرغ.

## فلسفته

### نظرة عامة
كان اسميًا أرسطيًا في مجال المنطق، وتجريبيًا في الفلسفة الطبيعية. طبق توليفة لفيزياء جديدة في القرن الرابع عشر مستندًا إلى أعمال بوريدان وتوماس برادواردين وأوريسمه في تعليقاته على أرسطو. تتميز أعماله اللاهوتية والفلسفية بنهج منطقي-دلالي اتبع فيه بوريدان، جنبًا إلى جنب مع استخدام انتقائي للنظريات القديمة، إذ مال أحيانًا للأرسطية، وللأفلاطونية الحديثة أحيانًا أخرى؛ تجعل هذه الحقيقة تسمية «أوكامي» ضيقة النطاق، تسمية غالبًا ما أطلقت على مارسيليوس.

### الاسمية
يشتهر مارسيليوس الإنغني بعمله في الاسمية. مع أن أحدًا لم يصف نفسه بأنه اسمي في القرن الرابع عشر، إلا أنه يُعد أحد «أسلاف» الحركة. أيّد في فلسفته الاسمية ركائز الاسمية الأساسية، أي أن المسلمات موجودة فقط داخل العقل، وخارجه لا يوجد سوى أفراد. دعا إلى إمكانية استمداد المعرفة البشرية استنادًا إلى المعرفة الحسية. على أي حال، كانت المعرفة الميتافيزيقية بالنسبة إلى مارسليوس أعظم شكل من أشكال المعرفة يمكن الحصول عليه، وذلك بسبب قدرتها على استيعاب المقترحات الأكثر عالمية.

### هدف المعرفة العلمية
انطلق تفكيره حول موضوع المعرفة العلمية من معتقداته في الاسمية بالاشتراك مع التأثيرات الأرسطية. يدعي مارسيليوس أن مثل هذا الهدف يجب أن يكون فرديًا ويتوافق مع متطلبات أرسطو التي توجه نحو ضرورة اتسام هذا الهدف بالعالمية. لذلك، بالنظر إلى قبول مارسيليوس للركائز الاسمية الأساسية -أي أن المسلمات موجودة فقط في العقل- فإن أهداف العلم هي فرضيات موجودة في العقل وتصف الأفراد في العالم خارج العقل.